# Кадир, Икбал
Икбал Кадир (бенг. ইকবাল জেড. কাদীর, англ. Iqbal Z. Quadir; род. 13 августа 1958 года, Нараил (англ. Narail), Джессор, Бангладеш) — американский и бангладешский серийный предприниматель, менеджер и инвестор; сооснователь и первый руководитель крупнейшего в Бангладеш мобильного оператора Grameenphone (первоначально Gonofone); сооснователь и руководитель ряда других инициатив в области финансово успешного социального предпринимательства; член Совета директоров bKash Limited; основатель и директор Legatum Центра развития и предпринимательства (англ. Center for Development and Entrepreneurship) при Массачусетском технологическом институте; сооснователи и соредактор издаваемого MIT Press журнала Innovations: Technology, Governance, Globalization; бывший лектор Гарвардского института государственного управления им. Джона Ф. Кеннеди.

## Биография

### Ранние годы
Икбал Кадир родился 13 августа 1958 года в Бангладеш.
Окончил Jhenaidah Cadet College на родине.
В 1976 году он переехал в США и позже получил там гражданство.
Получил степень бакалавра в Суортмор-колледж (1981); магистра (1983) и MBA (1985) в Уортонской школе бизнеса.
Икбал успешно продвигался по карьерной лестнице инвест-банкира.
С 1983 по 1985 годы работал консультантом во Всемирном банке, с 1987 по 1989 годы в Coopers & Lybrand, в 1989—1991 годы в Security Pacific Merchant Bank, был вице-президентом Atrium Capital Corporation с 1991 по 1993 годы.

### Grameenphone
В начале 1990-х годов Икбал Кадир наблюдал на развивающейся в Бангладеш деятельностью Grameen Bank Мухаммада Юнуса, который предоставлял микрокредиты для микропредпринимательства.
В частности, тот продвигал идею, что женщины могут взять у банка кредит на покупку коровы, а потом расплатиться за него с продажи молока, обеспечив им окружающих.
Однажды в офисе у Икбала произошёл сбой в сети, работа стала, и он вспомнил историю из детства.
Бежав от войны 1971 года его семья переехала в глухую деревню.
Однажды он пошёл за лекарствами для заболевшего брата к знахарю, который находился за двенадцать километров от них.
Однако врача на месте не оказалось и мальчик вернулся вечером домой с пустыми руками.
Сопоставив все эти факты, Икбал решил, что средства связи могут помочь населению его родины бороться с нищетой и решить другие проблемы бедноты, исходя из того, что время — важный ресурс, который можно использовать эффективно, а телефон может стать той «коровой», которая позволит деревенским женщинам получать доход.
Идея Икбала была проста и полностью повторяла ход мысли Юнуса — деревенские женщины могут покупать на полученные в кредит средства телефоны, и дальше предоставлять соседям доступ к ним за плату.
В начале 1990-х годов мобильные телефоны были крайне дороги, а необходимая инфраструктура в большинстве стран отсутствовала.
Следуя по пути воплощения своей идеи в 1993 году Икбал Кадир основал в Нью-Йорке компанию Gonofone (с бенгальского «телефон для масс»).
Первым делом он пошёл в бангладешское отделение Grameen Bank.
Однако компания, выдававшая кредиты до 100—200 долларов, не проявила интереса к столь масштабному проекту.
Тогда Икбал обратился за ресурсами к норвежской Telenor, которая в результате решилась на необходимые инвестиции.
В 1996 году основал в Бангладеш компанию Grameenphone, ставшего под его руководством впоследствии крупнейшим мобильным оператором страны.
Был CEO и членом совета директоров компании до 1999 года.
С началом бизнеса Икбалу удалось создать сеть из 250 000 «телефонных леди», которые покрывали большую часть страны.
Похожие бизнес-решения появились в Руанде, Уганде, Камеруне и Индонезии.
Со временем мобильные аппараты стали дешеветь и становиться доступными большинству жителей без кредитов, однако Grameenphone превратился в крупнейшего телекоммуникационного оператора страны.

### CellBazaar
На смену первоначальной пришли другие бизнес-модели.
В 2006 году его брат Камал Кадир создал в качестве Grameenphone электронную площадку CellBazaar.
Традиционный набор подобных сервисов, позволяющий покупать и продавать товары напрямую быстро завоевала популярность в стране и стала её лидером.
Особенностью платформы являлась в первую очередь её мобильная направленность — все действия можно было производить с помощью SMS, WAP или веб.
Успех проекта был замечен глобальными игроками рынка и отмечен рядом премий.
В 2010 году CellBazaar была приобретена Telenor, а в 2014 году в её капитал вошёл крупнейший скандинавский конгломерат Schibsted, который провёл ребрендинг, переименовав компанию в ekhanei.com.

### bKash
В 2010 году братья Камал и Икбал Кадиры основали свой новый проект — bKash Limited.
Их новый проект решал проблему доступности банковских услуг для большинства населения Бангладеш.
В июле 2011 года компания вышла на рынок Бангладеш.
В то время около 70 % жителей страны не имели доступа к институциональному банкингу и были лишены возможности осуществлять элементарные финансовые операции — безналичные переводы, осуществление сбережений и получения займов. При этом, во многом благодаря предыдущей деятельности братьев (см. Grameenphone, CellBazaar), более 68 % жителей имели мобильные телефоны и использовали их для различных, в том числе и бизнес-операций, например, для мобильной торговли.
bKash был задуман в качестве платформы, позволяющей с помощью мобильных устройств реализовывать банковские услуги.
С тех пор bKash решает эту цель став лидером отрасли мобильных платежей в Бангладеш, и более того, уступает в мире лишь кенийской M-PESA.

### Другие проекты
В 2001—2005 годах Икбал Кадир работал в Гарвардском Mossavar-Rahmani Center for Businesss and Government и в Center for Business Innovation at Cap Gemini Ernst & Young (сейчас Capgemini).
В 2004 году вместе с родственниками основал Anwarul Quadir Foundation для пропаганды и поддержки инновационных проектов в Бангладеш.
Икбал основал компанию Emergence BioEnergy, для производства электроэнергии из био-отходов.
В 2007 году основал и стал руководителем Legatum Центра развития и предпринимательства (англ. Center for Development and Entrepreneurship) при Массачусетском технологическом институте.

## Личная жизнь
Имеет брата Камала Кадира которому помог реализовать ряд совместных проектов.

## Награды и премии
Икбал Кадир получил целый ряд наград и премий.
Его деятельность была признана Всемирным банком, ООН, Институтом Аспена и другими.
В 1999 году был назван Глобальным лидером завтрашнего дня на Всемирном экономическом форуме в Женеве.